# Observatoire de radioastronomie de Murchison
L'Observatoire de radioastronomie de Murchison (MRO) est l'un des deux sites principaux du Square Kilometre Array (SKA) qui se trouve situé près de la station Boolardy (en), en Australie occidentale, dans une zone désignée de silence radio — comme il en existe une autour de l'observatoire de Green Bank, aux États-Unis, délimitant une zone située en Virginie, en Virginie-Occidentale et incluant une toute petite partie du territoire du Maryland — (Voir United States National Radio Quiet Zone).
Fondé par le Commonwealth Scientific and Industrial Research Organisation (CSIRO) en 2009, il comprend deux instruments principaux : le Murchison Widefield Array, un réseau radio-interféromètrique à basse fréquence fonctionnant dans la gamme de fréquences 80-300 MHz, et l'Australian Square Kilometre Array Pathfinder (ASKAP).